# Bathygobius fishelsoni
Bathygobius fishelsoni är en fiskart som beskrevs av Goren, 1978. Bathygobius fishelsoni ingår i släktet Bathygobius och familjen smörbultsfiskar. Inga underarter finns listade.